# Helyi érték
Helyi értéknek nevezzük egy szám leírásakor a felhasznált számjegy helye által képviselt valós számértéket. Ez függ az írásrendszer alapjául szolgáló számtól és a jegy helyétől. Sokszor helyi értéknek nevezik a szám valódi értékét, azaz az saját értékének és a helyhez tartozó érték szorzatát is. Ez látszólag kétértelművé teszi a kifejezést, azonban a szövegkörnyezetből rendszerint egyértelműen kiderül, melyik értelmezésről van szó.

## Definíció
Helyi értékes írásmódnak nevezzük a szám alábbi alakját:
{\displaystyle v={\overline {n_{k}n_{k-1}\ldots n_{2}n_{1}n_{0}}}.}
Ennek a felírásnak a kifejtése valamely g alapú számrendszerben:
{\displaystyle v=\sum _{i=0}^{k}n_{i}g^{i}.}
Eme összeg egyes tagjai együtthatójának értékét nevezzük az ni jegy helyi értékének.
A helyi értékes írásmód természetesen kiterjeszthető a valós számokra is. Ebben az esetben az összegben negatív kitevőjű tényezők, így 1-nél nem nagyobb helyi értékek is szerepelnek.
A hétköznapokban a g=10 választással élünk (tízes számrendszer), de egyes területeken ettől eltérhetünk. Például az időszámítás esetén g=60, a számítástechnikában g=2, g=8 vagy g=16. Ezek a g értékeke egyben a számrendszerek alapszámai is.

## Történet
Eredetileg az ember a számokat, mint mennyiségeket megfelelő számú jel lejegyzésével írta. Ez értelemszerűen csak nem túl nagy számok esetén hatékony eljárás. A sumerek ezt a rendszert annyiban módosították, hogy tíz jel együttesét új jellel jelölték, így némileg könnyebbé vált a számok kiolvasása.
A sumer elgondolást az ókori Egyiptomban továbbfejlesztették olyan formában, hogy a tízes csoportokat egy nagyobb egységbe tízesével foglalták össze, és erre egy újabb jelet alkalmaztak. Ez már magában foglalja a helyi értékes írásmód csíráit is. Igazán jelentős lépés a Sumer Birodalomban történt, amikor a nagyobb egységnek nem alkalmaztak külön jeleket, hanem leírták, hogy egy nagyobb csoport van, azaz az 1 jelét írták le újfentebb. Azonban ez konfúzzá válhatott, ha a szövegkörnyezet nélkül hivatkoztunk az adott számra, mert nem tudhattuk, hogy az adott 1-nek valójában mennyi az értelme.
A probléma megoldása az üres hely jelölése lett, ezt a sumerek az íróvessző tompa végének agyagba nyomásával végezték el. Ezt a jelölést valószínűleg Nagy Sándor hódítási révén ismerték meg Indiában, ahol ebből a 0 kialakult. Ezzel tulajdonképpen a helyi értékes írásmód elől minden akadály elhárult.

## Példa
Egy leírt számban egy számjegyhez három érték tartozik: az alaki érték, azaz a jegy saját értéke, a helyi érték, ami a jegy számban elfoglalt helyétől függ, és a valódi érték, ez pedig a kettejük szorzata.
Egész szám esetén
A 348 számban a jegyek megfelelő értékei:
| Számjegy | Alaki érték | Helyi érték | Valódi érték |
| -------- | ----------- | ----------- | ------------ |
| 3        | 3           | 102=100     | 3·100=300    |
| 4        | 4           | 101=10      | 4·10=40      |
| 8        | 8           | 100=1       | 8·1=8        |

A szám értékét a valódi értékek összege adja meg: 300+40+8=348.
Tizedestört esetén
A 28,42 számban az egyes értékek:
| Számjegy | Alaki érték | Helyi érték | Valódi érték |
| -------- | ----------- | ----------- | ------------ |
| 2        | 2           | 101=10      | 2·10=20      |
| 8        | 8           | 100=1       | 8·1=8        |
| 4        | 4           | 10-1=0,1    | 4·0,1=0,4    |
| 2        | 2           | 10-2=0,01   | 2·0,01=0,02  |

Látható, hogy a két 2 számjegy által képviselt valós érték nagyban függ a számban elfoglalt helyétől.
Más számrendszer esetén
Vizsgáljuk a 65248 számot!
| Számjegy | Alaki érték | Helyi érték |            | Valódi érték |
| -------- | ----------- | ----------- | ---------- | ------------ |
| 6        | 6           | 83=512      | 6·512=3072 |              |
| 5        | 5           | 82=64       | 5·64=320   |              |
| 2        | 2           | 81=8        | 2·8=16     |              |
| 4        | 4           | 80=1        | 4·1=4      |              |

Látható, hogy a helyi értékek eltérnek a megszokottaktól, de persze 8-as számrendszerben ezek pont a 1008, 108, stb. alakot öltik. Ez egyben a számrendszerek közötti átváltásokat is bemutatja.